# Gustav Otto Flugmaschinenfabrik

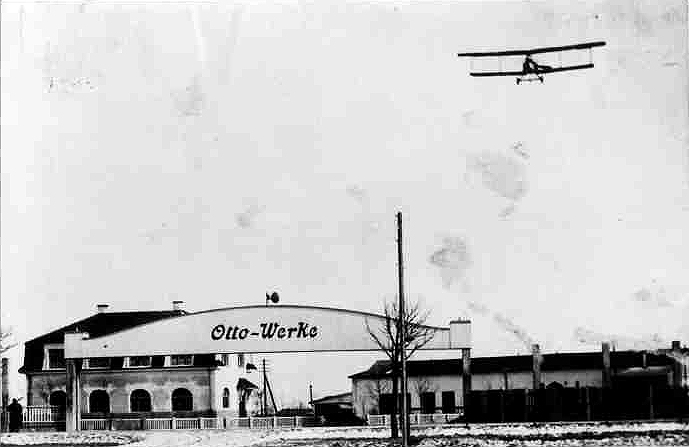
A Otto Werke em 1911.

A Gustav Otto Flugmaschinenfabrik foi uma empresa alemã pioneira na fabricação de aviões na virada do século XX, que passou por várias reorganizações mudando de nome algumas vezes.

## Histórico
Em 1910, Gustav Otto fundou uma pequena oficina com o nome de Aeroplanbau Otto-Alberti no aeroporto de Puchheim, onde Gustav, e alguns outros, voaram máquinas feitas de madeira arames e tecidos, impulsionadas por um motor. Através dessa paixão pelas máquinas voadoras, eles ajudaram a transformar a aviação de uma espécie de hobby do tipo "faça você mesmo" para um modelo de indústria que se tornou vital para os militares depois do início da Primeira Guerra Mundial. Ernst Udet, o segundo maior ás da aviação alemã da Primeira Guerra (perdendo apenas para o Barão Vermelho), obteve sua licença de piloto, em treinamentos privados ministrados por Gustav durante aquela época.
Em 1911, Gustav mudou a empresa para Munique e o nome passou a ser: Gustav Otto Flugmaschinenfabrik, e em 1914, iniciou a construção de uma nova fábrica no bairro de Milbertshofen. Com o objetivo de se aproximar do governo alemão em busca de vendas para o setor militar, em 1915, a companhia mudou de nome novamente, para Otto Werke, Gustav Otto, München. Logo depois, Otto criou uma nova companhia chamada AGO Flugzeugwerke no aeroporto de Johannisthal em Berlim.
Apesar dos modelos bem sucedidos, Gustav Otto enfrentava problemas com o custo da produção e a baixa lucratividade. No início da Guerra, a Otto Werke era fornecedora da Força Aérea Alemã, mas os problemas com a produção aumentaram com o transcorrer da Guerra, e as agências do governo forçavam a nacionalização da produção.
O estresse da Guerra e os problemas financeiros afetaram a saúde de Gustav. Por insistência dos ministérios da guerra da Prússia e da Baviera (e dos inspetores das unidades de engenharia), os fabricantes de aviões não lucrativos foram tomados pelo governo alemão, e Gustav Otto foi forçado à abrir mão da sua empresa. Um consórcio de bancos assumiu as ações da companhia, e a Otto Werke foi reorganizada como Bayerische Flugzeugwerke AG em 7 de Março de 1916.
No verão de 1916 treze aviões Otto C.I foram entregues à Força Aérea da Bulgária. Mais tarde a empresa foi novamente reorganizada na Bayerische Flugzeugwerke, que passou a fazer parte da BMW AG em 1922.